# Anton Elschnig
Anton Philipp Elschnig  (* 22. August 1863 in Leibnitz (Steiermark); † 13. November 1939 in Wien) war ein österreichischer Ophthalmologe und Augenchirurg.

## Leben und Wirken
Sein Vater Anton war Direktor einer k.k. Lehrerbildungsanstalt. Elschnig studierte Medizin in Graz und wurde dort 1886 promoviert. 1892 habilitierte er sich in Augenheilkunde mit einer Habilitationsschrift über die Embolie der Arteria centralis retinae. Ab 1895 war er bei Isidor Schnabel in Wien, wo er 1900 Titularprofessor wurde. 1907 wurde er ordentlicher Professor für Augenheilkunde an der Deutschen Universität Prag. 1917/18 war er Rektor der Universität. 1933 ging er in den Ruhestand. Am 7. März 1939 beantragte er die Aufnahme in die NSDAP und wurde rückwirkend zum 1. Dezember 1938 aufgenommen (Mitgliedsnummer 6.491.942). Er starb bei einem Verkehrsunfall in Wien.
Elschnig war für Neuerungen in der Augenchirurgie bekannt zum Beispiel in der Hornhaut-Transplantation (Keratoplastik) und Operationen bei Ptose, bei der Operation von Glaukom (grüner Star) und Grauem Star. Er war um 1932 mit Török und Stanculeanu an der Verbreitung der von H. Pagenstecher eingeführten Methode der intrakapsulären Starausziehung beteiligt. In der Lehre führte er zur Demonstration von Augenoperationen Filmaufnahmen ein.
Weiter veröffentlichte er über die Anatomie des Sehnerveneintritts (normal und pathologisch), Keratitis parenchymatosa und die Entstehung von Sympathischer Ophthalmie (die er auf eine Reaktion des Immunsystems, eine Anaphylaxie zurückführte).
Nach ihm ist das Elschnig-Syndrom benannt und Elschnig-Perlen (Sehtäuschungen aufgrund regenerativer Veränderungen nach Katarakt-Operationen).

## Schriften
- Die Funktionsprüfung des Auges, Leipzig, Wien: F. Deuticke 1896, Archive.org, 3. Auflage 1923
- Normale Anatomie des Sehnerveneintrittes: Zusammenstellung ophthalmoskopischen und anatomischen Befunde, Breslau: Kern 1899 (Mikrofotografie von Oskar Zoth)
- Pathologische Anatomie des Sehnerveneintritts, Berlin 1900
- Stereoskopisch-photographischer Atlas der pathologischen Anatomie des Auges, Wien, Leipzig 1901, 1902
- Augenpflege, Berlin: Hirschwald 1915
- Pathologische Anatomie des Glaukoms, in: O. Lubarsch-F. Henke, Handbuch der pathologischen Anatomie und Histologie, 1928
- Die intrakapsulare Starextraktion, Springer 1932

Er war Herausgeber des Abschnitts Augenärztliche Operationslehre im Handbuch der gesamten Augenheilkunde von Albrecht von Graefe und Edwin Theodor Saemisch (2. und 3. Auflage). Band I Archive.org, Band II Archive.org